# Muvaffak
Cet article concerne le médecin perse, pour le vizir abbasside voir Al-Muwaffaq
Abu Mansur Muvaffak Harawi (persan : ابو منصور موفق هروی) est un médecin persan  du Xe siècle.
Il a vécu à Hérat, en Perse (Afghanistan ), à la cour du prince samanide Mansour ibn Nuh (961-976).
Après avoir voyagé en Perse et en Inde pour obtenir des informations, Muvaffak écrit entre 968 et 977 un traité de pharmacologie, le Livre des remèdes  (کتاب الابنیه عن حقائق الادویه, Kitāb al-Abnīyat ʿan ḥaqāʾiq al-adwiya). C'est le plus ancien document encore existant en prose rédigé en persan moderne ; deux copies sont encore préservées, dont une à la Bibliothèque nationale autrichienne. Il traite de 585 médicaments (dont 466 sont dérivés de plantes, 75 de minéraux, de 44 des animaux), classés en quatre groupes en fonction de leur action.
Abu Mansur distingue le carbonate de sodium du carbonate de potassium, et semble avoir eu une certaine connaissance de l'anhydride arsénieux, oxyde de cuivre, acide silicique et antimoine. Il connaissait les effets toxicologiques du cuivre et du plomb combinés, les vertus dépilatoires de la chaux vive, la composition du plâtre et son utilisation chirurgicale.

## Sources
- Fonahn, A., Zuar Quellenkunde Persian medicine, Leipzig, 1910
- C. Elgood. In: A medical history of Persia from the earliest times to the year 1932 AD 1932, Cambridge University Press, Londres (1951), p. V.
- Muvaffak A, Gurhan I, Gunduz U, Hasirci N., J Drug Target. 2005 Apr;13(3):151-9.
- Muvaffak A, Hasirci N. Adv Exp Med Biol. 2003;534:309-25.
- (en) L. Richter-Bernburg, « Abū Manṣur Heravī », dans Encyclopædia Iranica, vol. I/3, 2011 (1re éd. 1984) (lire en ligne), p. 336–337
- (en) G. Sarton, Introduction to the History of Science, Baltimore, 1927